# Hemus cristulipes
Hemus cristulipes är en kräftdjursart som beskrevs av Alphonse Milne-Edwards 1875. Hemus cristulipes ingår som enda art i släktet Hemus och familjen Mithracidae. Inga underarter finns listade i Catalogue of Life.